# Associazione Calcio Ternana 1972-1973
Questa voce raccoglie le informazioni riguardanti l'Associazione Calcio Ternana nelle competizioni ufficiali della stagione 1972-1973.

## Stagione
Nella stagione 1972-1973 la Ternana disputa il suo primo campionato di Serie A. Raccoglie 16 punti arrivando ultima e retrocedendo in Serie B, con il Palermo penultimo con 17 punti e con l'Atalanta terz'ultima con 24 punti. Lo scudetto è stato vinto dalla Juventus con 45 punti, secondo il Milan con 44 punti e terza la Lazio con 43 punti, il tutto deciso nell'ultima rocambolesca giornata del campionato.
Dopo un solo anno di permanenza in massima serie, quindi, la Ternana ritorna così immediatamente tra i cadetti. Nonostante un girone di andata che lascia qualche speranza grazie a 11 punti raccolti, comprensivi di tre vittorie interne, il deludente cammino offerto nel girone di ritorno, privo di successi, toglie ogni velleità di salvezza all'undici rossoverde guidato da Corrado Viciani. Senza un reparto offensivo adeguato alla Serie A, la salvezza resta lontana otto punti: in trenta incontri giocati i migliori marcatori umbri in campionato realizzano solo 2 reti.
Negativa anche la prova offerta in precampionato nel girone eliminatorio di Coppa Italia, dove la Ternana ottiene solo due pareggi e, soprattutto, un pesante 0-5 rimediato nel derby umbro contro i rivali di sempre del Perugia. Il gruppo viene vinto dal Cagliari che approda al girone finale.

## Rosa

Il neoacquisto Bruno Beatrice: nella sua unica stagione a Terni emerge tra i capocannonieri della squadra con sole 2 reti, sintomo dei problemi palesati dagli umbri sul versante offensivo.

| N. |                   | Ruolo | Calciatore              |
| -- | ----------------- | ----- | ----------------------- |
|    | Italia (bandiera) | P     | Giancarlo Alessandrelli |
|    | Italia (bandiera) | P     | Gianfranco Geromel      |
|    | Italia (bandiera) | P     | Roberto Tancredi        |
|    | Italia (bandiera) | D     | Fernando Benatti        |
|    | Italia (bandiera) | D     | Giorgio Mastropasqua    |
|    | Italia (bandiera) | D     | Angelino Rosa           |
|    | Italia (bandiera) | D     | Mauro Agretti           |
|    | Italia (bandiera) | D     | Paolo Pandrin           |
|    | Italia (bandiera) | C     | Bruno Beatrice          |
|    | Italia (bandiera) | C     | Ermenegildo Valle       |
|    | Italia (bandiera) | C     | Franco Selvaggi         |

| N. |                   | Ruolo | Calciatore         |
| -- | ----------------- | ----- | ------------------ |
|    | Italia (bandiera) | C     | Giovanni Brutto    |
|    | Italia (bandiera) | C     | Alberto Grossetti  |
|    | Italia (bandiera) | C     | Renzo Antonini     |
|    | Italia (bandiera) | A     | Renato Luchitta    |
|    | Italia (bandiera) | A     | Mario Russo        |
|    | Italia (bandiera) | A     | Antonio Cardillo   |
|    | Italia (bandiera) | A     | Romano Marinai     |
|    | Italia (bandiera) | A     | Nicola Traini      |
|    | Italia (bandiera) | A     | Salvatore Jacolino |
|    | Italia (bandiera) | A     | Nazzareno Verzini  |
|    | Italia (bandiera) | A     | Paolo Ferrario     |

## Risultati

### Serie A

#### Girone di andata
| Arbitro: | Motta (Monza) |

|             |           |  |
| Damiani 60’ | Marcatori |  |

| Terni 1 ottobre 1972 2ª giornata | Ternana        | 0 – 0 | Milan | Stadio Libero Liberati\| Arbitro: \| Monti (Ancona) \| |
| Arbitro:                         | Monti (Ancona) |       |       |                                                        |

| Arbitro: | Serafini (Roma) |

|                    |           |  |
| P. Pulici 39’, 90’ | Marcatori |  |

| Arbitro: | Torelli (Milano) |

|                           |           |  |
| Beatrice 62’ Luchitta 65’ | Marcatori |  |

| Arbitro: | Toselli (Cormons) |

|                                     |           |                   |
| Chinaglia 20’ (rig.) Frustalupi 37’ | Marcatori | 76’ (aut.) Wilson |

| Arbitro: | Gussoni (Tradate) |

|                  |           |          |
| Mastropasqua 10’ | Marcatori | 68’ Riva |

| Genova 19 novembre 1972 7ª giornata | Sampdoria        | 0 – 0 | Ternana | Stadio Luigi Ferraris\| Arbitro: \| Porcelli (Luigi) \| |
| Arbitro:                            | Porcelli (Luigi) |       |         |                                                         |

| Arbitro: | R. Lattanzi (Roma) |

|                              |           |                |
| Rosa 32’ (rig.) Beatrice 60’ | Marcatori | 9’ Bergamaschi |

| Arbitro: | Lo Bello (Siracusa) |

|                  |           |                                             |
| Mastropasqua 15’ | Marcatori | 49’ Cordova 63’ Spadoni 76’, 79’ Cappellini |

| Arbitro: | Panzino (Catanzaro) |

|                                        |           |  |
| Corso 37’ Boninsegna 70’, 81’ Moro 85’ | Marcatori |  |

| Terni 17 dicembre 1972 11ª giornata | Ternana         | 0 – 0 | Atalanta | Stadio Libero Liberati\| Arbitro: \| Menegali (Roma) \| |
| Arbitro:                            | Menegali (Roma) |       |          |                                                         |

| Arbitro: | Gialluisi (Barletta) |

|                                |           |  |
| Causio 32’ (rig.) Altafini 60’ | Marcatori |  |

| Arbitro: | Trinchieri (Reggio Emilia) |

|                 |           |                 |
| Clerici 7’, 57’ | Marcatori | 89’ (rig.) Rosa |

| Arbitro: | Pieroni (Roma) |

|                                 |           |  |
| Faloppa 50’ (aut.) Cardillo 89’ | Marcatori |  |

| Arbitro: | Torelli (Milano) |

|             |           |              |
| Favalli 63’ | Marcatori | 21’ Jacolino |

#### Girone di ritorno
| Terni 28 gennaio 1973 16ª giornata | Ternana                       | 0 – 0 | Napoli | Stadio Libero Liberati\| Arbitro: \| Mascali (Desenzano del Garda) \| |
| Arbitro:                           | Mascali (Desenzano del Garda) |       |        |                                                                       |

| Arbitro: | Trinchieri (Reggio Emilia) |

|                                            |           |                     |
| Benatti 11’ (aut.) Rivera 16’ Chiarugi 66’ | Marcatori | 90’ (rig.) Cardillo |

| Terni 11 febbraio 1973 18ª giornata | Ternana         | 0 – 0 | Torino | Stadio Libero Liberati\| Arbitro: \| Giunti (Arezzo) \| |
| Arbitro:                            | Giunti (Arezzo) |       |        |                                                         |

| Arbitro: | Motta (Monza) |

|                                          |           |  |
| G. Savoldi 4’, 67’ (rig.) Bulgarelli 61’ | Marcatori |  |

| Arbitro: | Torelli (Milano) |

|  |           |                         |
|  | Marcatori | 21’ (aut.) Mastropasqua |

| Arbitro: | Serafino (Roma) |

|          |           |  |
| Riva 81’ | Marcatori |  |

| Arbitro: | Michelotti (Parma) |

|  |           |                   |
|  | Marcatori | 42’, 48’ G. Salvi |

| Arbitro: | Menegali (Roma) |

|            |           |  |
| Zigoni 80’ | Marcatori |  |

| Roma 8 aprile 1973 24ª giornata | Roma            | 0 – 0 | Ternana | Stadio Olimpico\| Arbitro: \| Giunti (Arezzo) \| |
| Arbitro:                        | Giunti (Arezzo) |       |         |                                                  |

| Arbitro: | Levrero (Genova) |

|  |           |                |
|  | Marcatori | 56’ S. Mazzola |

| Bergamo 22 aprile 1973 26ª giornata | Atalanta           | 0 – 0 | Ternana | Stadio Comunale\| Arbitro: \| Reggiani (Bologna) \| |
| Arbitro:                            | Reggiani (Bologna) |       |         |                                                     |

| Arbitro: | Motta (Monza) |

|                           |           |                             |
| Selvaggi 37’ Luchitta 77’ | Marcatori | 20’, 21’ Bettega 49’ Causio |

| Arbitro: | Lazzaroni (Milano) |

|  |           |              |
|  | Marcatori | 36’ Desolati |

| Arbitro: | Torelli (Milano) |

|                   |           |  |
| Vitali 26’ (rig.) | Marcatori |  |

| Terni 20 maggio 1973 30ª giornata | Ternana                   | 0 – 0 | Palermo | Stadio Libero Liberati\| Arbitro: \| Turiano (Reggio Calabria) \| |
| Arbitro:                          | Turiano (Reggio Calabria) |       |         |                                                                   |

### Coppa Italia

#### Primo turno
| Arbitro: | Mascali (Desenzano) |

|                |           |              |
| Bertarelli 25’ | Marcatori | 14’ Cardillo |

| Arezzo 3 settembre 1972 3ª giornata | Arezzo             | 0 – 0 | Ternana | Stadio Comunale\| Arbitro: \| Lazzaroni (Milano) \| |
| Arbitro:                            | Lazzaroni (Milano) |       |         |                                                     |

| Arbitro: | Stagnoli (Bologna) |

|                                       |           |         |
| Nené 18’ Cardillo 44’ (aut.) Riva 63’ | Marcatori | 7’ Rosa |

| Arbitro: | Barbaresco (Cormons) |

|                                                            |           |  |
| Morello 9’ Urban 12’ (rig.), 63’ A. Lombardi 48’ Bonci 77’ | Marcatori |  |

## Statistiche

### Statistiche di squadra
| Competizione | Punti | In casa | In casa | In casa | In casa | In casa | In casa | In trasferta | In trasferta | In trasferta | In trasferta | In trasferta | In trasferta | Totale | Totale | Totale | Totale | Totale | Totale | DR  |
| Competizione | Punti | G       | V       | N       | P       | Gf      | Gs      | G            | V            | N            | P            | Gf           | Gs           | G      | V      | N      | P      | Gf     | Gs     | DR  |
| ------------ | ----- | ------- | ------- | ------- | ------- | ------- | ------- | ------------ | ------------ | ------------ | ------------ | ------------ | ------------ | ------ | ------ | ------ | ------ | ------ | ------ | --- |
| Serie A      | 16    | 15      | 3       | 6       | 6       | 10      | 14      | 15           | 0            | 4            | 11           | 4            | 23           | 30     | 3      | 10     | 17     | 14     | 37     | -23 |
| Coppa Italia | 2     | -       | -       | -       | -       | -       | -       | 4            | 0            | 2            | 2            | 2            | 9            | 4      | 0      | 2      | 2      | 2      | 9      | -7  |
| Totale       |       | 15      | 3       | 6       | 6       | 10      | 14      | 19           | 0            | 6            | 13           | 6            | 32           | 34     | 3      | 12     | 19     | 16     | 46     | -30 |

### Statistiche dei giocatori
| Giocatore        | Serie A  | Serie A | Coppa Italia | Coppa Italia | Totale   | Totale |
| Giocatore        | Presenze | Reti    | Presenze     | Reti         | Presenze | Reti   |
| ---------------- | -------- | ------- | ------------ | ------------ | -------- | ------ |
| M. Agretti       | 24       | 0       | 3            | 0            | 27       | 0      |
| G. Alessandrelli | 15       | -17     | 4            | -9           | 19       | -26    |
| R. Antonini      | 1        | 0       | -            | -            | 1        | 0      |
| B. Beatrice      | 25       | 2       | 4            | 0            | 29       | 2      |
| F. Benatti       | 28       | 0       | 4            | 0            | 32       | 0      |
| G. Brutto        | 8        | 0       | 1            | 0            | 9        | 0      |
| A. Cardillo      | 25       | 2       | 4            | 1            | 29       | 3      |
| P. Ferrario      | 4        | 0       | 3            | 0            | 7        | 0      |
| G. Geromel       | 10       | -10     | -            | -            | 10       | -10    |
| A. Grossetti     | 5        | 0       | 3            | 0            | 8        | 0      |
| S. Jacolino      | 14       | 1       | 3            | 0            | 17       | 1      |
| R. Luchitta      | 29       | 2       | 4            | 0            | 33       | 2      |
| R. Marinai       | 25       | 0       | 3            | 0            | 28       | 0      |
| G. Mastropasqua  | 27       | 2       | 2            | 0            | 29       | 2      |
| P. Pandrin       | 3        | 0       | 2            | 0            | 5        | 0      |
| A. Rosa          | 26       | 2       | 4            | 1            | 30       | 3      |
| M. Russo         | 29       | 0       | 4            | 0            | 33       | 0      |
| F. Selvaggi      | 12       | 1       | -            | -            | 12       | 1      |
| R. Tancredi      | 6        | -10     | -            | -            | 6        | -10    |
| N. Traini        | 19       | 0       | 4            | 0            | 23       | 0      |
| E. Valle         | 18       | 0       | -            | -            | 18       | 0      |
| N. Verzini       | 5        | 0       | -            | -            | 5        | 0      |